# Ric Young
Ric Young (Eric Young) est un acteur, producteur de cinéma et scénariste américano-britannique né en 1944.

## Biographie
Young est né à Kuala Lumpur en 1944 sous le nom de Wing-Wah Yung. Il s'est formé en tant qu'acteur d'abord à la Royal Academy of Dramatic Art, puis a déménagé à Los Angeles pour étudier La Méthode enseignée par Shelley Winters et Lee Strasberg.
Cet acteur a joué dans plusieurs grosses productions durant sa carrière, mais la plupart du temps, il a eu des rôles secondaires. Il apparait notamment dans le film  James Bond : On ne vit que deux fois en tant qu'agent chinois collaborant avec le SPECTRE et en méchant dans Indiana Jones et le Temple maudit. Les fans de films d'action le connaissent pour son rôle de Mr. Kwai dans Le Transporteur. 
Au cinéma, il a joué aussi dans les films : Les Aventuriers du bout du monde, Le Dernier Empereur, Dragon, l'histoire de Bruce Lee, Nixon, Sept ans au Tibet, Le Corrupteur, Le Baiser mortel du dragon et American Gangster.
A la télévision, il a joué le rôle du Dr. Zhang Lee dans la série Alias.

## Filmographie

### Acteur

#### Cinéma
- 1961 : L'empreinte du Dragon Rouge : Confucius
- 1965 : Lord Jim : le malais
- 1966 : Invasion (en) : The Lystrian
- 1967 : On ne vit que deux fois : Agent chinois
- 1983 : Les Aventuriers du bout du monde : Kim Su Lee
- 1984 : Le Succès à tout prix : le serveur chinois
- 1984 : Indiana Jones et le Temple maudit : Kao Kan
- 1987 : Ping Pong (en) : Alan Wong
- 1987 : Drachenfutter : Xiao
- 1987 : Le Dernier Empereur : l'Interrogateur
- 1988 : Keys to Freedom : Lieutenant Kwong
- 1992 : Sketch Artist (en) : Jimmy
- 1993 : Dragon, l'histoire de Bruce Lee : le Père de Bruce
- 1993 : Glass Shadow : Bobby Lin
- 1995 : Signs and Wonders : Père Mercy
- 1995 : Nixon d'Oliver Stone : Mao Tse-Tung
- 1997 : Booty Call : M.. Chiu
- 1997 : Sept ans au Tibet : Général Chang Jing Wu
- 1997 : NightMan : Chang
- 1997 : Mille Hommes et un Bébé : M.. Kim
- 1999 : Le Corrupteur : Henry Lee
- 2000 : Chain of Command (en) : Ken Fung
- 2000 : Manipulations : le reporter
- 2001 : L'Empire du roi-singe : Confucius
- 2001 : Le Baiser mortel du dragon : Mister Big
- 2002 : Long Life, Happiness & Prosperity (en) : Bing Lai
- 2002 : Le Transporteur : M. Kwai
- 2004 : Mickey (en) : Reporter d'ESPN
- 2007 : Oy Vey! : Rabbi Gold
- 2007 : American Gangster : Général Chinois
- 2010 : The 41-Year-Old Virgin Who Knocked Up Sarah Marshall and Felt Superbad About It (en) : Dictateur Nord-Coréen
- 2010 : Double Crossed : M.. Han
- 2011 : Getting Back to Zero : Big Boss Man
- 2011 : The Truth About the War in Heaven: Declaration of War : MC

#### Série télévisée
- 1964 : Le Saint : Les Perles de Madame Chen (saison 3 épisode 3) : Lo Yung
- 1968-1969 : Les Champions (Saison 1, Épisodes 1 et 29) : Ho Ling
- 1970 : W. Somerset Maugham (Saison 2, Épisode 8) : Oakley
- 1976 : Hawaï police d'État (Saison 9, Épisode 1) : Agent de Voyage Chinois
- 1977 : Crown Court (en) (Saison 6, Épisode 64) : Sherpa Solo Khombu
- 1978 : The Upchat Connection (Saison 1, Épisode 3) : le 1er Touriste
- 1979 : Room Service (Saison 1 sauf Épisode 6) : Tin Tin
- 1980 : Spy! (Saison 1, Épisode 4) : ???
- 1980 : Blake's 7 (Saison 3, Épisode 7) : Ginka
- 1981 : Spearhead (en) (Saison 3, Épisode 4) : Sergent Weng
- 1981 : Tenko (en) (Saison 1, Épisodes 1 et 2) : Père Lim
- 1983 : Reilly: Ace of Spies (en) (Saison 1, Épisode 2) : Sergent
- 1983 : The Nation's Health (Saison 1, Épisode 4) : ???
- 1988 : Noble House (en) (Saison 1) : Tsu-Yan
- 1989 : Booker (Saison 1, Épisode 4) : ???
- 1990 : Hôpital central (Saison 1, Épisode ????) : Jacques
- 1991 : Tatort (Saison 1, Épisode 251) : Chow
- 1995 : Harry (en) (Saison 2, Épisode 7) : ???
- 1997-1998 : Night Man (Saison 1, Épisodes 1 et 20) : Chang
- 2001-2002 : Alias (Saison 1, Épisodes 1 et 22) : Dr. Zhang Lee
- 2002-2003 : Alias (Saison 2, Épisodes 10 et 11) : Dr. Zhang Lee
- 2004 : Alias (Saison 3, Épisodes 21) : Dr. Zhang Lee
- 2005 : Commander in Chief (Saison 1, Épisode 1) : 4e Reporter
- 2007 : La vie de palace de Zack et Cody (saison 2, Épisode 37) : Johnny Vaine
- 2010 : Hawaii Five-0 (Saison 1, Épisode 9) : General Pak

#### Lui-Même
- 1999 : From the (Under)Ground Up: The Making of 'The Corruptor'

### Producteur
- 2007 : Oy Vey! : (Producteur Exécutif)
- 2013 : Paranormal Whacktivity (Producteur)

### Scénariste
- 2007 : Oy Vey!

### Doublage
- 1996 : Gargoyles (Saison 2, Épisode 40) : Hiroshi (voix)
- 1997 : The Real Adventures of Jonny Quest (Saison 2, Épisode 20) : Dja'Lang Mukharno / M.. Mahasson (voix)